# Physophyllia ayleni
Physophyllia ayleni es una especie monotípica del género de corales Physophyllia, que pertenece a la familia Merulinidae, dentro del grupo de los corales duros, orden Scleractinia.
Son corales hermatípicos, constructores de arrecifes en aguas tropicales y templadas del océano Indo-Pacífico.

## Taxonomía
La organización taxonómica de las especies, géneros, familias y órdenes de la clase Anthozoa, viene siendo, desde el siglo XIX, materia apasionante para los científicos. Dados los avances científicos, que posibilitan, tanto la exploración y recolección de especies, como los análisis filogenéticos moleculares, o las imágenes proporcionadas por el microscopio electrónico de barrido, asistimos a una permanente reclasificación de los clados taxonómicos. Debido a ello, Physophyllia ayleni ha estado enmarcada hasta hace muy poco tiempo en la familia Pectiniidae, siendo reclasificada por el Registro Mundial de Especies Marinas, sobre la base de recientes estudios, que la asignan a la familia Merulinidae. No obstante, tanto el Sistema Integrado de Información Taxonómica (ITIS), como la Lista Roja de Especies Amenazadas de la UICN, mantienen, hasta el momento, a Physophyllia ayleni en Pectiniidae.

## Morfología
Forman colonias con láminas incrustantes, o estratificadas. Las láminas tienen muros verticales de altura irregular, radiando hacia los márgenes de las láminas. Estos muros separan coralitos individuales, o pequeños grupos de coralitos, que, consecuentemente están ampliamente espaciados.
Los coralitos son polimórficos y orgánicamente unidos. Sus cálices son medianos, entre 4 y 15 mm de diámetro. Los septos (24-36) se disponen en tres ciclos. La altura de los dientes de los septos es entre 3 y 6 mm. Los septos están espaciados, habiendo menos de 6 cada 5 mm. Los costosepta son confluentes y desiguales en grosor. Tienen columnela trabecular y esponjosa, y lóbulos paliformes amplios o moderados. El coenesteum, o parte común del esqueleto colonial, es extensivo, formando proyecciones mayores o iguales al diámetro del coralito.
Los pólipos tienen un círculo de tentáculos cargados de células urticantes, llamadas nematocistos, para atrapar presas del plancton.
La gama de colores abarca el marrón, verde o gris. Algunos ejemplares alcanzan un tamaño de más de 1 m de extensión, aunque lo habitual son colonias de 20 a 30 cm.

## Hábitat y distribución
Vive en arrecifes de coral localizados en aguas tropicales, en zonas cercanas a las costas. Ocurren en la mayoría de hábitats de los arrecifes, excepto en aguas con fuertes corrientes. Suelen ocurrir entre 2 y 25 m de profundidad.
Se distribuye en el océano Indo-Pacífico. Es especie nativa de: Australia; Camboya; Filipinas; Indonesia; Japón; Malasia; Papúa Nueva Guinea; Singapur; islas Salomón; Taiwán; Tailandia y Vietnam.

## Alimentación
Contienen algas simbióticas; mutualistas (ambos organismos se benefician de la relación) llamadas zooxantelas. Las algas realizan la fotosíntesis produciendo oxígeno y azúcares, que son aprovechados por los pólipos, y se alimentan de los catabolitos del coral (especialmente fósforo y nitrógeno). Esto les proporciona entre el 70 y el 95% de sus necesidades alimenticias. El resto lo obtienen atrapando plancton con sus tentáculos, y de materia orgánica disuelta en el agua.

## Reproducción
Se reproducen asexualmente mediante gemación, y sexualmente, lanzando al exterior sus células sexuales. En este tipo de reproducción, la mayoría de los corales liberan óvulos y espermatozoides al agua, siendo por tanto la fecundación externa. Los huevos una vez en el exterior, permanecen a la deriva arrastrados por las corrientes varios días, más tarde se forma una larva plánula que, tras deambular por la columna de agua, cae al fondo, se adhiere a él y comienza su vida sésil, secretando carbonato cálcico para conformar un esqueleto o coralito. Posteriormente, los pólipos se reproducen por gemación intracalicular, dando origen a la colonia.